# Liste der Monuments historiques in Thann
Die Liste der Monuments historiques in Thann führt die Monuments historiques in der französischen Gemeinde Thann auf.

## Liste der Bauwerke
| Bezeichnung               | Beschreibung | Standort                                 | Kennzeichnung | Schutzstatus | Datum     | Bild           |
| ------------------------- | --- | ---------------------------------------- | ------------- | ------------ | --------- | -------------- |
| Jüdisches Kulturerbe      | umfasst die Synagoge von 1862, die Mikwe von 1860, das Wohnhaus des Rabbiners (alle: 9 rue de l’Étang) und den alten jüdischen Friedhof mit Grabsteinen des 17. Jahrhunderts (Rue Humberger; ⊙) | 9 rue de l’Étang (Lage)                  | PA68000066    | Inscrit      | 2016      | weitere Bilder |
| Château de l’Engelbourg   | Ruine einer Höhenburg; Ende des 12. Jahrhunderts erbaut, 1673 zerstört | nördlich der Stadt (Lage)                | PA00085695    | Classé       | 1898      | weitere Bilder |
| Stiftskirche St-Thiebault | auch Münster zu Thann; ab der ersten Hälfte des 14. Jahrhunderts | Place Joffre (Lage)                      | PA00085696    | Classé       | 1841      | weitere Bilder |
| Stadtbefestigung          | um 1364 errichtet; erhalten der Tour des Cigognes (Storchenturm) und der Tour des Sorcières (Hexenturm)                                                                                         | (Lage)                                   | PA00085697    | Classé       | 1920 1963 | weitere Bilder |
| Fontaine Saint-Thiébaut   | Brunnensäule von 1549, Becken von 1849 | Place de l’Église (Lage)                 | PA00085698    | Inscrit      | 1934      | weitere Bilder |
| Fontaine des Vignerons    | Brunnensäule von 1570, Becken jünger | Place des Vignerons (Lage)               | PA00085699    | Inscrit      | 1922      | weitere Bilder |
| Halle aux blés            | 1518 erbaut, heute Museum | 24 rue Saint-Thiébaut (Lage)             | PA00085700    | Classé       | 1920      | weitere Bilder |
| Wohn- und Geschäftshaus   | Massivbau mit dreigeschossigem Erker, um 1600 | 68 rue de la Première-Armée (Lage)       | PA00085703    | Classé       | 1921      | weitere Bilder |
| Wohnhaus                  | Massivbau mit Erker, vermutlich aus dem 15. Jahrhundert | 17 rue Curiale (Lage)                    | PA00085701    | Inscrit      | 1934 2009 | weitere Bilder |
| Wohnhaus                  | Portal, 16. Jahrhundert | 4 rue du Temple (Lage)                   | PA00085706    | Inscrit      | 1934      | weitere Bilder |
| Wohnhaus                  | Portal, 16. Jahrhundert | 6 rue du Temple (Lage)                   | PA00085707    | Inscrit      | 1934      | weitere Bilder |
| Maison Ehrhard            | Massivbau mit Erker, 16. Jahrhundert; Fachwerkgiebel nach 1945 | 7 rue de la Première-Armée (Lage)        | PA00085702    | Inscrit      | 1946      | weitere Bilder |
| Maison Moosbrugger        | Massivbau mit Erker und Treppengiebeln, 16. Jahrhundert | 102, 104 rue de la Première-Armée (Lage) | PA00085704    | Classé       | 1929      | weitere Bilder |
| Maison à l’Ours noir      | Erker, bezeichnet 1598 | 10 rue Saint-Thiébaut (Lage)             | PA00085705    | Inscrit      | 1934      | weitere Bilder |

## Liste der Objekte
| Bezeichnung                                                                 | Beschreibung | Standort                               | Kennzeichnung | Schutzstatus | Datum | Bild           |
| --------------------------------------------------------------------------- | --- | -------------------------------------- | ------------- | ------------ | ----- | -------------- |
| Gebetstafel                                                                 | Blech, emailliert, Anfang des 20. Jahrhunderts | in der Synagoge (Lage)                 | PM68002100    | Inscrit      | 2019  |                |
| Beschneidungsbank                                                           | Holz, Stoff, 1862 | in der Synagoge (Lage)                 | PM68002099    | Inscrit      | 2019  |                |
| Skulptur Amphitrite                                                         | Sandstein, um 1700 | im Park Albert 1er (Lage)              | PM68001306    | Inscrit      | 1998  |                |
| Hauptaltar                                                                  | Altartisch, Tabernakel, Altarkreuz und sechs Leuchter; Marmor und Kupfer, vergoldet, 1845 von Miller-Thiry angefertigt                                                        | in der Stiftskirche St-Thibault (Lage) | PM68000380    | Classé       | 1980  |                |
| Skulptur Madonna mit Kind                                                   | Holz, farbig gefasst und vergoldet, 1630 | in der Stiftskirche St-Thibault (Lage) | PM68000393    | Classé       | 1980  | weitere Bilder |
| Reliquienmonstranz                                                          | Metall vergoldet, Bergkristall, 1793, im 19. Jahrhundert ergänzt | in der Stiftskirche St-Thibault (Lage) | PM68000400    | Classé       | 1980  |                |
| Gemälde Vision des Jean-Louis Rosengardt                                    | Ölfarbe auf Leinwand, 1750 | in der Stiftskirche St-Thibault (Lage) | PM68001352    | Inscrit      | 1999  |                |
| Glocke                                                                      | Bronze, 1467 gegossen | in der Stiftskirche St-Thibault (Lage) | PM68000586    | Classé       | 1984  |                |
| Skulptur Vierge des Vignerons (Winzermadonna)                               | Holz, farbig gefasst, um 1510; möglicherweise ein Jugendwerk von Martin Hoffmann oder aus der Schule von Niclas Gerhaert van Leyden                                           | in der Stiftskirche St-Thibault (Lage) | PM68000372    | Classé       | 1978  | weitere Bilder |
| Skulpturengruppe Der heilige Theobaldus und zwei seine Mitra tragende Putti | Holz, farbig gefasst und vergoldet, um 1520; möglicherweise ein Spätwerk von Martin Hoffmann                                                                                  | in der Stiftskirche St-Thibault (Lage) | PM68000389    | Classé       | 1980  | weitere Bilder |
| Kanzel                                                                      | Sandstein, Holz und Schmiedeeisen, 1629 | in der Stiftskirche St-Thibault (Lage) | PM68000390    | Classé       | 1980  | weitere Bilder |
| Taufbecken                                                                  | Sandstein, Ende des 15. Jahrhunderts, 1877 von Théophile Klem ergänzt | in der Stiftskirche St-Thibault (Lage) | PM68000395    | Classé       | 1980  |                |
| Urkunde über einen Ablass zugunsten der Stiftskirche St-Thibault            | Pergament, 1340 | in der Stiftskirche St-Thibault (Lage) | PM68000377    | Classé       | 1984  |                |
| Herz-Jesu-Altar                                                             | rechter Seitenaltar; Altartisch mit Schnitzretabel und Skulpturen; Holz, farbig gefasst und vergoldet, 1895 von Théophile Klem; Ausmalung teilweise von Martin von Feuerstein | in der Stiftskirche St-Thibault (Lage) | PM68000381    | Classé       | 1980  | weitere Bilder |
| Kruzifix                                                                    | Holz, farbig gefasst und vergoldet, 1894 von Théophile Klem | in der Stiftskirche St-Thibault (Lage) | PM68000388    | Classé       | 1984  | weitere Bilder |
| Pietà                                                                       | mit Konsole; Stein farbig gefasst, erste Hälfte des 15. Jahrhunderts | in der Stiftskirche St-Thibault (Lage) | PM68000392    | Classé       | 1980  | weitere Bilder |
| Kredenz und zwei Hocker                                                     | Holz, Ende des 19. Jahrhunderts von Théophile Klem | in der Stiftskirche St-Thibault (Lage) | PM68000386    | Classé       | 1980  |                |
| Gemälde Triumph der Kirche                                                  | Ölfarbe auf Leinwand, 1733 von François Hillenweck; nach Peter Paul Rubens | in der Stiftskirche St-Thibault (Lage) | PM68000391    | Classé       | 1980  |                |
| Theobaldus-Altar                                                            | Stein, farbig gefasst, 1854 | in der Stiftskirche St-Thibault (Lage) | PM68000398    | Classé       | 1980  |                |
| Manuskript Tomus miraculorum sancti Theobaldi                               | Pergament, 15. Jahrhundert | in der Stiftskirche St-Thibault (Lage) | PM68000402    | Classé       | 1984  |                |
| Kelch und Patene                                                            | Kupfer, vergoldet, und Silber, vor 1712 | in der Stiftskirche St-Thibault (Lage) | PM68000585    | Classé       | 1984  |                |
| Orgel                                                                       | Haupteintrag für PM68000396 | in der Stiftskirche St-Thibault (Lage) | PM68000948    | Classé       | 1980  | weitere Bilder |
| Orgelprospekt und Emporenbrüstung                                           | 1885 von Théophile Klem gebaut | in der Stiftskirche St-Thibault (Lage) | PM68000396    | Classé       | 1980  | weitere Bilder |
| Gemälde Enthauptung von Jakobus dem Älteren                                 | Ölfarbe auf Leinwand, 1719 von François Hillenweck | in der Stiftskirche St-Thibault (Lage) | PM68001351    | Inscrit      | 1999  |                |
| Statuenreliquiar Der heilige Theobaldus und zwei Pilger                     | Silber, vergoldet, Anfang des 16. Jahrhunderts, die Pilgerfiguren älter | in der Stiftskirche St-Thibault (Lage) | PM68000371    | Classé       | 1968  |                |
| Josephsaltar                                                                | linker Seitenaltar; Altartisch und Retabel; Gips, 1855 | in der Stiftskirche St-Thibault (Lage) | PM68000382    | Classé       | 1980  | weitere Bilder |
| Herz-Mariä-Altar                                                            | Seitenaltar; Holz, farbig gefasst und vergoldet, um 1895 von Théophile Klem                                                                                                   | in der Stiftskirche St-Thibault (Lage) | PM68000383    | Classé       | 1980  |                |
| Skulpturengruppe Der heilige Theobald und zwei Pilger                       | Prozessionsfigur; Holz, farbig gefasst und vergoldet, um 1500; Zuschreibung unklar, vorgeschlagen u. a. Jos Gundersheimer und Niklaus von Hagenau                             | in der Stiftskirche St-Thibault (Lage) | PM68000384    | Classé       | 1980  | weitere Bilder |
| Opferstock                                                                  | Holz, Schmiedeeisen, 15. Jahrhundert | in der Stiftskirche St-Thibault (Lage) | PM68000385    | Classé       | 1980  |                |
| Chorgestühl mit Wandvertäfelung                                             | Holz, zweite Hälfte des 15. Jahrhunderts, 1904 ergänzt | in der Stiftskirche St-Thibault (Lage) | PM68000387    | Classé       | 1980  | weitere Bilder |
| Skulptur Kreuztragender Christus                                            | Holz, farbig gefasst, um 1420 | in der Stiftskirche St-Thibault (Lage) | PM68000394    | Classé       | 1980  | weitere Bilder |
| Zwölf Apostelskulpturen                                                     | Holz, farbig gefasst und vergoldet, um 1420 | in der Stiftskirche St-Thibault (Lage) | PM68000397    | Classé       | 1980  | weitere Bilder |
| Vier Reliquiare                                                             | Holz, vergoldet, Mitte des 18. Jahrhunderts | in der Stiftskirche St-Thibault (Lage) | PM68000399    | Classé       | 1984  |                |
| Sechs Kirchenbänke                                                          | Eichenholz, 1785 | in der Stiftskirche St-Thibault (Lage) | PM68000401    | Classé       | 1984  |                |
| Stiftungsurkunde der Rosenkranzbruderschaft                                 | Pergament, 1640 | in der Stiftskirche St-Thibault (Lage) | PM68000403    | Classé       | 1984  |                |